# Lifetime
Lifetime és un grup estatunidenc de hardcore melòdic de New Brunswick que es va formar el 1990 i es va dissoldre el 1997 fins que a finals de 2005 van anunciar la seva reunió.

## Història
Lifetime es va fundar l'any 1990 pel cantant Ari Katz (ex-Enuf) i el guitarrista Dan Yemin que es van conèixer i van compartir pis a New Brunswick. Des del principi, Katz va emfatitzar temes més positius i personals en les seves lletres i cançons de dos minuts que el que era habitual en l'escena hardcore. El 1993 Lifetime va publicar el seu primer àlbum de llarga durada, titulat Background, treball que és una mica menys melòdic que el seu treball posterior. El 199, el grup va aconseguir una certa estabilitat amb la incorporació de Pete Martin (guitarra), David Palaitis (baix) i Scott Golley (bateria). Aquell mateix any va publicar el seu segon àlbum, Hello Bastards, amb Jade Tree Records. Les lletres de Katz hi tractaven principalment temes introspectius i personals sobre les relacions i la desafecció juvenil. Hello Bastards també inclou una versió d'«It's Not Funny Anymore» de Hüsker Dü.
El 1996, Lifetime va publicar una recopilació dels seus treballs de 7" i cançons inèdites a Glue Records, també publicat a Europa per Day After Records. El 1997 el grup va completar el seu tercer àlbum d'estudi Jersey's Best Dancers. Amb dotze cançons en menys de 24 minuts, Jersey's Best Dancers va continuar en la línia encetada a Hello Bastards. Tanmateix, després d'una curta gira de presentació del seu nou disc, Lifetime va decidir separar-se el 1997. Després de la seva dissolució, Dan Yemin es va convertir en membre d'altres grups de punk rock com Kid Dynamite i Paint It Black. Dave Palaitis, Ari Katz i la seva esposa Tannis Kristjanson van formar el grup ja desaparegut Zero Zero, i ara toquen a Miss TK and the Revenge. Scott Golley es va unir a Detournement juntament amb membres de Bigwig, Plan A, Ensign i Worthless United.

### Retorn
El 2005 el grup es va retrobar per a una sèrie de tres concerts de reunió el cap de setmana del 19 al 21 d'agost de 2005. Els concerts van ser el resultat de la cancel·lació del festival Hellfest, en què estava previst que Lifetima toqués el 20 d'agost. Dos concerts van tenir lloc a Filadèlfia, el 19 d'agost a The Trocadero Theatre va comptar amb la reunió de 108, el segon el 20 d'agost al Starlight Ballroom, i el tercer es va celebrar a The Stone Pony a Asbury Park, que va comptar com a teloners amb The Loved Ones i The Bouncing Souls. Part dels beneficis del concert es van destinar a organitzacions benèfiques com New Labor, The OUT Fund, Nature Conservancy i Linda Ann's Greyhound Rescue Inc. Lifetime va fer tres concerts més a Califòrnia durant un cap de setmana de gener: al Troubadour de Los Angeles el 27 de gener, al Chain Reaction d'Anaheim el 28 de gener i a l'Slims de San Francisco el 29 de gener.
El 17 de novembre de 2005 Lifetime va anunciar oficialment que el seu retorn definitiu i va fer un altre concert de reunió al festival South by Southwest a Austin el 17 de març de 2006. El concert va ser gratuït i les donacions van ser destinades a la investigació del càncer de mama de Shirts for a Cure. A continuació, Lifetime va començar a escriure i gravar el seu quart àlbum de llarga durada, titulat Lifetime, que va publicar Decaydance Records el 6 de febrer de 2007. L'agost de 2009 va telonejar The Bouncing Souls en dos concerts.

## Discografia
Àlbums d'estudi
- Background (1993)
- Hello Bastards (1995)
- Jersey's Best Dancers (1997)
- Lifetime (2007)